# اندازه‌گیری‌های الکتریکی

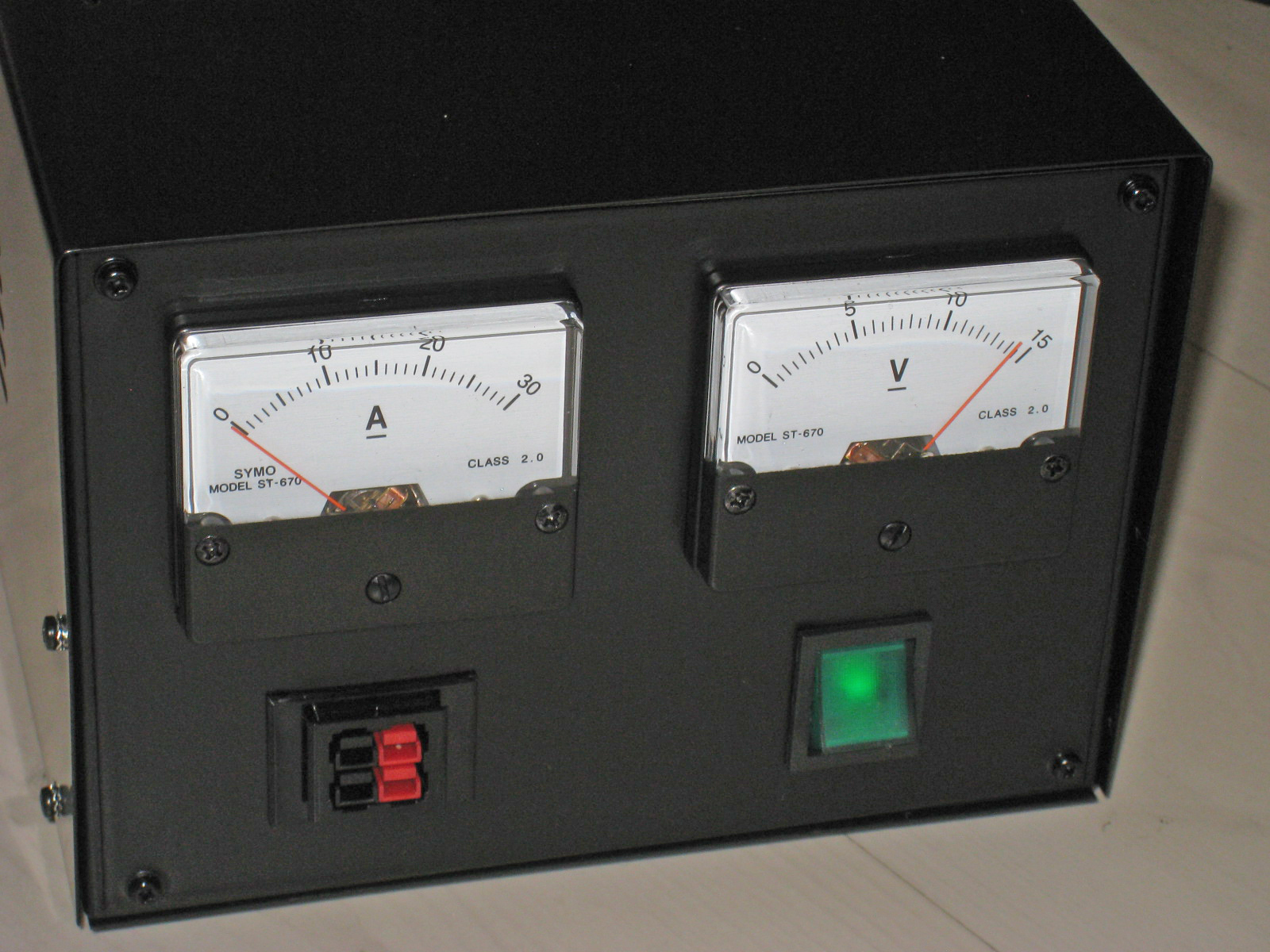
آمپرمتر و ولت‌متر روی منبع تغذیه

اندازه‌گیری‌های الکتریکی روش‌ها، دستگاه‌ها و محاسباتی هستند که برای اندازه‌گیری کمیت‌های الکتریکی استفاده می‌شوند. اندازه‌گیری کمیت‌های الکتریکی ممکن است برای اندازه‌گیری پارامترهای الکتریکی یک سیستم انجام شود. با استفاده از مبدل‌ها، ویژگی‌های فیزیکی مانند دما، فشار، جریان، نیرو و بسیاری دیگر را می‌توان به سیگنال‌های الکتریکی تبدیل کرد که سپس به راحتی اندازه‌گیری و ثبت می‌شوند. اندازه‌گیری‌های آزمایشگاهی با دقت-بالا کمیت‌های الکتریکی در آزمایش‌ها برای تعیین ویژگی‌های فیزیکی اساسی مانند بار الکترون یا سرعت نور، و در تعریف واحدهای اندازه‌گیری الکتریکی، با دقت در برخی موارد به ترتیب استفاده می‌شوند. چند قسمت در میلیون اندازه‌گیری‌های دقیق کمتری هر روز در رویه صنعت مورد نیاز است. اندازه‌گیری‌های الکتریکی شاخه ای از علم مترولوژی است.
کمیت‌های الکتریکی مستقل و نیمه‌مستقل قابل اندازه‌گیری عبارتند از:
- ولتاژ
- جریان الکتریسیته
- مقاومت الکتریکی و رسانایی الکتریکی
- راکتانس الکتریکی و سوسپتانس
- شار مغناطیسی
- بار الکتریکی به وسیله الکترومتر
- اندازه‌گیری تخلیه جزئی
- میدان مغناطیسی با استفاده از حسگر هال
- میدان الکتریکی
- توان الکتریکی با استفاده از کنتور برق
- ماتریس-اس با استفاده از تحلیلگر شبکه (الکتریکی)
- طیف توان الکتریکی با استفاده از تحلیل‌گر طیف

کمیت‌های الکتریکی وابسته قابل اندازه‌گیری عبارتند از:
- اندوکتانس
- ظرفیت
- امپدانس الکتریکی به عنوان مجموع برداری مقاومت الکتریکی و راکتانس الکتریکی تعریف می‌شود
- ادمیتانس الکتریکی، متقابل امپدانس الکتریکی
- فاز بین جریان و ولتاژ و ضریب توان مربوطه
- چگالی طیفی الکتریکی
- نویز فاز الکتریکی
- نویز دامنه الکتریکی
- هدایت‌انتقالی
- امپدانس‌انتقالی
- بهره توان الکتریکی
- بهره ولتاژ
- بهره جریان
- فرکانس
- تاخیر انتشار